# SC Bern
Der SC Bern ist ein Eishockeyclub in der Schweizer Bundesstadt Bern. Er ist 16-maliger Schweizer Eishockeymeister.
Gegründet wurde der Schlittschuh Club Bern (SCB) am 3. November 1930, der Spielbetrieb wurde zum Jahresbeginn 1931 aufgenommen. Die Vereinsfarben sind Schwarz, Gelb und Rot. Der Club erlangte bereits in seinen frühen Jahren eine hohe Zuschauerresonanz. In Eishockeykreisen erreichte der SCB in den letzten Jahren Bekanntheit durch den mit Abstand höchsten Zuschauerschnitt im europäischen Eishockey.
Die Heimspielstätte des Stadtberner Clubs ist seit 1967 die PostFinance-Arena, ursprünglich Eisstadion Allmend, mit einer Kapazität von 17'031 Zuschauerplätzen.

## Geschichte

### 1930 bis 1956: Die Gründerjahre
Die Ahnen des SC Bern waren ein Berner Schlittschuh-Klub (um 1893), der Hockey-Club Bern (Gewinner der nationalen Meisterschaft 1916–1918) sowie die Ice Fellows in den 1920er Jahren.
Der Schlittschuh-Club Bern wurde am 3. November 1930 gegründet; am 1. Januar 1931 nahm die Eishockeysektion des Clubs den Spielbetrieb auf. Die erste Spielstätte befand sich an der Kirchenfeldstrasse 70, wo heute eine Tennisanlage steht. Pioniere des SC Bern waren unter anderem Fred Müller, Paul Gerber, José Barrot, Otto Heller, Kurt Kessi, Heini Dallmeier und Kurt Hauser.
Die Berner betätigten sich bis 1933 auf dem gefrorenen Egelmösli und dem Weyermannshaus, im Winter wurden auch Tennisplätze als Eisbahnen zu Trainingsplätzen zweckentfremdet. Im Jahr 1933 zog der SCB um auf die neue Kunsteisbahn Ka-We-De, die mit einem Spiel gegen den Zürcher SC am 3. Dezember desselben Jahres eingeweiht wurde. Der erste Heimsieg an neuer Stätte gelang am 8. Januar 1934 gegen die Mannschaft der Universität Cambridge mit 6:2. Aber erst nach sechs Jahren konnte sich der SCB erstmals eigene Trikots erstehen. Da die Zuschauerresonanz in der Ka-We-De stark zugenommen hatte, mussten zusätzliche Tribünen montiert werden.
Ab der Saison 1937/38 spielte der SCB in der neu gegründeten Nationalliga A, der höchsten Liga im Schweizer Eishockey. Dort blieben die Erfolge zunächst bescheiden.

### 1956 bis 1967: Erste Meistertitel und Abstiege
1956 stieg der SCB in die Nationalliga B ab, bereits in der Saison 1957/58 gelang jedoch der Wiederaufstieg. In der Spielzeit 1958/59 gewann der SCB seinen ersten Meistertitel vor durchschnittlich 7'857 Zuschauern. Zuhause waren die unerfahrenen Mutzen in jedem Spiel siegreich. Im Finalspiel um den Schweizer Meistertitel gewannen die Berner zuhause vor 10'500 Zuschauern mit 5:4 gegen den HC Davos. Trainer Ernst Wenger führte die Mannschaft somit 1959 direkt vom Aufstieg zum Meistertitel. Massgeblichen Anteil am erstmaligen Titelgewinn hatten neben dem Sturmtrio um Rolf Diethelm, Bruce Hamilton und Peter Stammbach auch Torhüter René Kiener und Verteidiger Alfred Lack. Der Kanadier Hamilton musste jedoch nach der Saison 1958/59 den SCB verlassen, nachdem der Schweizer Verband Ausländer vom Spielbetrieb ausgeschlossen hatte.
In der Saison 1964/65 liess der SCB unter Trainer Ed Reigle den zweiten Meistertitel folgen. Im selben Jahr errangen die Mutzen auch den Schweizer Eishockeycup. Aufgrund der hohen Zuschauerresonanz genügte das Ka-We-De nicht mehr; stattdessen wurde im Jahr 1965 mit dem Bau einer neuen Arena an der Mingerstrasse 12 begonnen. Zwei Spielzeiten später (1966/67) stieg der Verein erneut in die NLB ab.

### 1967 bis 1982: Die Allmend – eine neue Heimat
Während der SCB zum zweiten Mal in der NLB antreten musste, konnte er 1967 das in etwa zweijähriger Bauzeit errichtete Eisstadion Allmend (zwischenzeitlich BernArena, heute PostFinance-Arena) beziehen. Die Einweihung fand am 22. Oktober 1967 statt; die Spielstätte verfügte zunächst über 4000 Sitzplätze und eine Stehplatztribüne. In der Saison 1968/69 gelang dem SCB erneut der Aufstieg in die Nationalliga A. Im folgenden Spieljahr 1969/70, das Allmendstadion war überdacht worden, folgte ein erneuter Abstieg. Die Überdachung der Heimspielstätte im Jahr 1970 führte in der Folgezeit zu einer weiteren Steigerung der Zuschauerzahlen.
Nach dem Wiederaufstieg 1972 gewann der SCB 1974 eine weitere Meisterschaft und verteidigte sie in der folgenden Saison erfolgreich. Weitere Titel folgten 1977 und 1979. Es war die Zeit, als die drei Berner Eishockeyvereine SCB, EHC Biel und SC Langnau die Schweizer Meisterschaft dominierten. Doch wieder liessen es die Stadtberner an Konstanz fehlen und stiegen 1982 in die NLB ab.

### 1982 bis 1986: Aufstieg am grünen Tisch
Der vierte und bis heute letzte Aufenthalt in der NLB endete 1986, als sich der damalige NLA-Verein EHC Arosa wegen fehlender finanzieller Perspektiven freiwillig in die 1. Liga, die höchste Amateurliga, zurückzog. Als Folge stieg der SCB am grünen Tisch in die NLA auf. Die sportliche Qualifikation war zuvor gegen den EHC Chur im NLB-Playoff-Final knapp verpasst worden.

### 1986 bis 1997: Etablierung an der Spitze
| Saison  | Qualifikation | Playoffs     |
| ------- | ------------- | ------------ |
| 1986/87 | 5.            | –            |
| 1987/88 | 7.            | –            |
| 1988/89 | 3.            | Meister      |
| 1989/90 | 2.            | Final        |
| 1990/91 | 1.            | Meister      |
| 1991/92 | 3.            | Meister      |
| 1992/93 | 3.            | Viertelfinal |
| 1993/94 | 5.            | Viertelfinal |
| 1994/95 | 6.            | Halbfinal    |
| 1995/96 | 1.            | Final        |
| 1996/97 | 1.            | Meister      |

Der Aufstieg des SCB erfolgte zu der Zeit, als im Jahr 1986 die Playoffs in der Schweiz eingeführt wurden und die Meisterschaft vom HC Lugano beinahe nach Belieben dominiert wurde.  Den Bernern gelang es aber, diese Dominanz zu brechen. In den Jahren 1989, 1991 und 1992 gewann der SCB drei Meistertitel unter dem Trainer Bill Gilligan.
Den zehnten Meistertitel der Clubgeschichte errang der SC Bern im März 1997 unter Cheftrainer Bryan Lefley. In der im Best-of-Five-Modus ausgetragenen Finalserie bezwangen die Berner den EV Zug mit 3:1-Siegen. Ungeachtet des erfolgreichen Abschneidens im nationalen Meisterschaftsbetrieb kehrte Cheftrainer Lefley zur folgenden Spielzeit nicht nach Bern zurück, da er seinen weiteren Werdegang in der Funktion als Scout in der National Hockey League zu verwirklichen plante. Die bei den Berner Mutzen vakante Position des Cheftrainers wurde mit seinem Assistenten Ueli Schwarz besetzt.
Kurze Zeit später, im Oktober 1997, verunglückte Bryan Lefley bei einem Strassenverkehrsunfall in der Nähe von Bozen tödlich. Das zweite SCB-Spiel nach Lefleys Tod, ein Derby gegen Fribourg-Gottéron, stand komplett im Zeichen des kanadischen Meistertrainers. Auf Initiative von Gaetano Orlando, einem Italokanadier, wurde ein Abzeichen mit der Beschriftung BL zu Ehren des SCB-Trainers Lefley auf die Trikots der Berner genäht. Die Partie im Allmendstadion begann mit fünf Schweigeminuten; das anschliessende Spiel, welches 4:4 endete, geriet beinahe zur Randnotiz.

### 1997 bis 2001: Wirtschaftliche Krise und Rettung
| Saison    | Qualifikation | Playoffs     |
| --------- | ------------- | ------------ |
| 1997/98   | 5.            | Viertelfinal |
| 1998/99   | 4.            | Viertelfinal |
| 1999/2000 | 5.            | Viertelfinal |

Der sportliche Erfolg wurde allerdings von grossen finanziellen Problemen begleitet. Die zur Umwandlung in eine Aktiengesellschaft nötige Aktienzeichnung verlief nur schleppend, und die Liquidität des SCB war nach einem verweigerten Bankkredit nicht mehr gesichert. Die Lage wurde im Frühling 1998 so prekär, dass Konkursgerüchte zu kursieren begannen. Die Rede war von einem Schuldenberg von vier Millionen Franken. Dieser war unter anderem durch den Bau der VIP-Tribüne zustande gekommen. Eine Spendenaktion mit Unterstützung aller Spieler und die Übernahme der Aktienmehrheit durch die Valora AG sicherten schliesslich die Zukunft des SCB. Heutzutage ist ausgerechnet jene VIP-Tribüne, welche den SCB an den Rand des Ruins brachte, zu einer Haupteinnahmequelle geworden.

### 2001 bis 2010
| Saison  | Qualifikation | Playoffs     |
| ------- | ------------- | ------------ |
| 2000/01 | 6.            | Halbfinal    |
| 2001/02 | 8.            | Viertelfinal |
| 2002/03 | 3.            | Halbfinal    |
| 2003/04 | 2.            | Meister      |
| 2004/05 | 8.            | Halbfinal    |
| 2005/06 | 1.            | Viertelfinal |
| 2006/07 | 2.            | Final        |
| 2007/08 | 1.            | Viertelfinal |
| 2008/09 | 1.            | Viertelfinal |

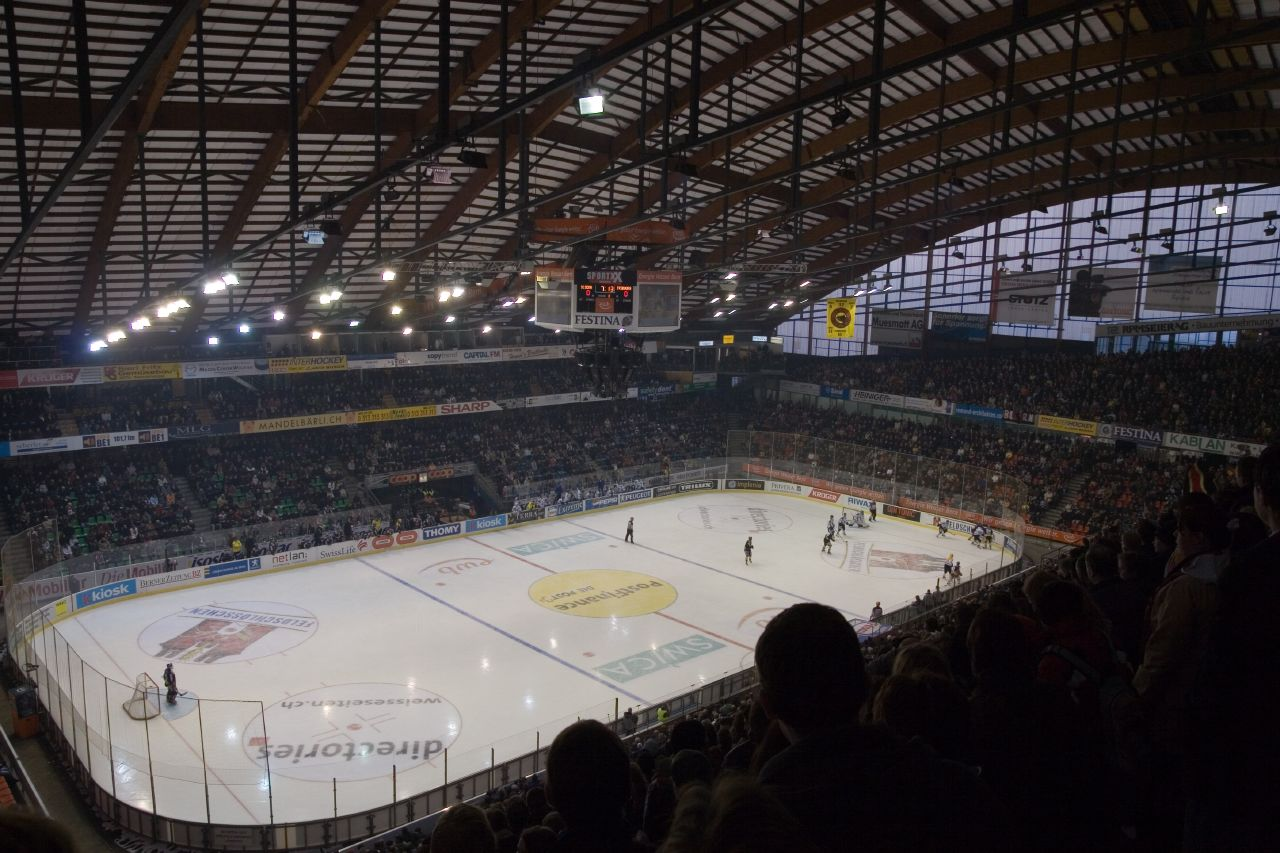
PostFinance-Arena

Beim SCB begann 2001 eine neue Zeitrechnung mit dem Rücktritt der Torhüterlegende Renato Tosio. Der langjährige Nationaltorhüter war mit dem SCB in 14 Jahren vier Mal Meister geworden.
Während die finanzielle Gesundung nach und nach abgeschlossen wurde, spielten die Berner einige mittelmässige Saisons, ehe sie in der Spielzeit 2003/04 die elfte Meisterschaft gewannen. Nachdem der SCB die Qualifikation auf Rang zwei abgeschlossen hatte, trafen sie in der ersten Playoff-Runde auf den EV Zug. Diese Serie wurde vom SCB in fünf Spielen mit 4:1-Siegen gewonnen; mit demselben Resultat setzten sich der Berner im Halbfinal gegen den Genève-Servette HC durch. Im Final standen sich der Tabellenerste gegen den Tabellenzweiten, den HC Lugano, gegenüber. Das Aussergewöhnliche an dieser Serie war, dass im Modus Best-of-Five gespielt wurde und nicht wie üblich Best-of-Seven. Nachdem der SCB die ersten Spiele mit 3:1 und 2:1 für sich entschieden hatte, erspielten sie sich drei Matchpucks zum Titel. Der HC Lugano entschied die nächsten Spiele mit 5:1 und 4:3 für sich. Im entscheidenden fünften Spiel der Serie in der Resega stand es bis in die Schlussminute 3:2 für den SCB, ehe der Luganesi Mike Maneluk wenige Sekunden vor Schluss ausglich. In der 15. Minute der Verlängerung traf Marc Weber zum Sieg und dem titelbringenden 4:3. Es bedeutete dies den ersten SCB-Meistertitel seit sieben Jahren. Anschliessend feierten 40'000 Fans die Mannschaft beim Umzug durch Bern. Meistertrainer war Kent Ruhnke, der den SCB trotz dem Erfolg verliess.
In der folgenden Spielzeit 2004/05 konnte der Titel nicht verteidigt werden. Nach einer enttäuschenden Saison, die der SCB auf Rang acht abschloss, besiegten die Berner den Qualifikationssieger aus Lugano. Im Playoff-Halbfinal unterlag man dem späteren Meister HC Davos. Ungeachtet dessen erreichte der SCB einen neuen Rekordzuschauerschnitt von 15'621 Personen. Eine Zahl, die in den folgenden Saisons übertroffen werden sollte. Aufgrund des NHL-Lockouts in der Saison 2004/05 gab es beim SCB viele Personalwechsel unter den ausländischen Spielern. Von den Söldnern blieben dem Berner Publikum vor allem Daniel Brière und Dany Heatley in Erinnerung.
In der Saison 2005/06 spielte der SC Bern eine souveräne Qualifikation und schloss das Klassement auf Rang eins ab. Der SCB scheiterte danach im Playoff-Viertelfinal gegen die Kloten Flyers, was zur Trennung von Trainer Alpo Suhonen und Sportchef Roberto Triulzi führte. Neuer Mann an der Bande wurde der US-amerikanisch-kanadische Doppelbürger John Van Boxmeer, Sven Leuenberger wurde zum neuen Sportchef ernannt. Nach einer guten Qualifikation, die der SCB in der Saison 2006/07 auf Position zwei beendete, setzten sich die Berner in den Playoffs gegen den Genève-Servette HC und später den EV Zug durch. In der Finalserie gegen den HC Davos über die volle Distanz (sieben Spiele) behielten die Bündner das bessere Ende für sich. Im entscheidenden letzten Spiel gewann der HC Davos dank einem Treffer von Robin Leblanc mit 1:0.
Dagegen endete die Saison 2007/08 für den SCB mit einer Enttäuschung. Nach einer überragend gespielten Qualifikation, die der SCB mit grossem Abstand auf die Verfolger auf Platz eins abschloss, erfolgte das Aus im Playoff-Viertelfinal gegen den Rivalen Fribourg-Gottéron. Als Favorit scheiterte der SCB mit 2:4-Siegen. Die sportliche Führung reagierte mit der Freistellung von Center Christian Berglund (Transfer zu den Rapperswil-Jona Lakers) und des langjährigen Captains Martin Steinegger, der auf eigenen Wunsch zu seinem Stammverein EHC Biel zurückkehrte. Am 10. Juni 2008 gab die Valora AG bekannt, dass sie ihren Anteil am wirtschaftlich erstarkten SC Bern an eine Berner Investorengruppe verkauft. Auf die Führung des SC Bern soll dieser Verkauf keine Auswirkung haben.
Auch die Saison 2008/09 endete aus Berner Sicht enttäuschend. Nach dem Qualifikationssieg und einem neuerlichen Zuschauerrekord (über 16'000 Fans pro Qualifikationsheimspiel) scheiterte das Team gegen den EV Zug nach einer 1:3-Niederlage im sechsten Playoff-Viertelfinalspiel. Das erneute Scheitern des Qualifikationssiegers kostete Trainer John van Boxmeer den Job. Larry Huras, der mit den ZSC Lions (2001) und dem HC Lugano (2003) die Schweizer Meisterschaft gewonnen hatte, wurde als Nachfolger verpflichtet. Auch die beiden kanadischen Stürmer Sébastien Bordeleau und Ramzi Abid mussten den SCB trotz weiterlaufenden Verträgen verlassen.
In der Saison 2008/09 konnte der SCB zudem als Qualifikationssieger der Vorsaison am Qualifikationsturnier um den Einzug in die Champions Hockey League spielen. Der SCB erreichte den Einzug in die Gruppenphase des neuen europäischen Clubwettbewerbs, nachdem er den slowakischen Vertreter HC Košice mit 5:4 und die Nürnberg Ice Tigers mit 4:1 geschlagen hatte. In den Gruppenspielen trafen die Berner auf den HV71 aus Schweden und die Espoo Blues aus Finnland. Da nur eines der vier Gruppenspiele gewonnen wurde, konnte sich der SCB nicht für den Halbfinal qualifizieren.

### Die 2010er Jahre
| Saison  | Qualifikation | Playoffs  |
| ------- | ------------- | --------- |
| 2009/10 | 1.            | Meister   |
| 2010/11 | 3.            | Halbfinal |
| 2011/12 | 5.            | Final     |
| 2012/13 | 2.            | Meister   |
| 2013/14 | 9.            | –         |
| 2014/15 | 2.            | Halbfinal |
| 2015/16 | 8.            | Meister   |
| 2016/17 | 1.            | Meister   |
| 2017/18 | 1.            | Halbfinal |
| 2018/19 | 1.            | Meister   |
| 2019/20 | 9.            | –         |

Die Saison 2009/10 brachte dem SCB den zwölften Meistertitel der Clubgeschichte. Nachdem die Berner die Qualifikation als Erster abgeschlossen hatten, gewannen sie die Viertelfinalserie gegen Lugano und die Halbfinalserie gegen Kloten mit jeweils 4:0-Siegen. Im Final trafen sie auf den Qualifikationszweiten Genève-Servette HC, gegen den sie sich mit 4:3-Siegen durchsetzten. Dieser Meistertitel markierte zudem eine Premiere: Zum ersten Mal seit Einführung der Playoffs gewannen die Berner einen Meistertitel im heimischen Stadion.

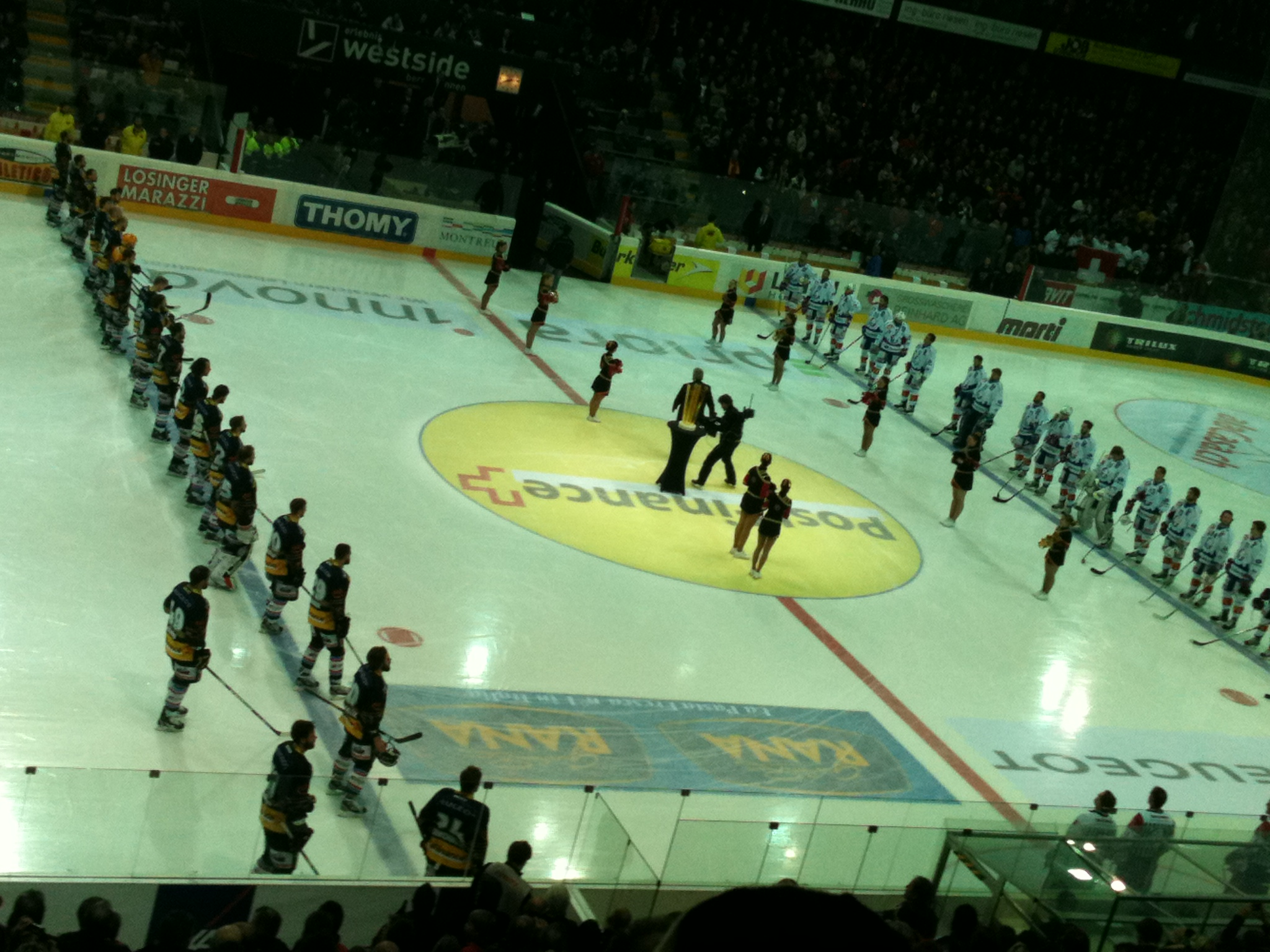
Vor dem siebten Spiel in der Playoff-Finalserie gegen die ZSC Lions am 17. April 2012

Die Titelverteidigung gelang in der Saison 2010/11 nicht. Die Qualifikation schlossen sie auf Rang drei ab hinter den späteren Finalisten HC Davos und Kloten Flyers. Das brachte als Viertelfinalgegner den Kantonsrivalen SCL Tigers ein, der sich zum ersten Mal in seiner Geschichte für die NLA-Playoffs hatte qualifizieren können. Mit 4:0-Siegen zog der SCB in den Halbfinal ein, wo der Gegner Kloten hiess. Die Berner lagen in der Serie mit 0:3 zurück, kamen aber auf 3:3 heran. Im entscheidenden letzten Spiel unterlagen sie mit 0:1, was das Saisonende bedeutete.
Die Qualifikation der Saison 2011/12 verlief für den SCB durchwachsen. Mit einem gut besetzten Kader erreichten die Berner den fünften Rang und hatten somit kein Heimrecht in den Playoffs. Während der Saison wurde der Meistertrainer vom Jahr 2010 Larry Huras durch den bisherigen Assistenten Antti Törmänen ersetzt. Die Entlassung kam nicht unbedingt wegen der schlechten Resultate, sondern laut Management vielmehr wegen des unspektakulären Eishockeys. Die erhoffte Änderung trat nicht ein, sportlich verbesserte sich der SC Bern unter Antti Törmänen kaum. Somit stieg der Druck auf die Mannschaft, die enttäuschende Qualifikation noch in den Playoffs zu retten.
In den ersten beiden Playoffrunden besiegten die Berner zunächst die Kloten Flyers und Fribourg-Gottéron mit jeweils 4:1-Siegen, ehe sie in der Finalserie auf die ZSC Lions trafen. In der vorwiegend defensiv geprägten Serie erspielte sich der SC Bern dank Siegen in der dritten und vierten Partie der Serie, in der die Zürcher dank SCB-Torhüter Marco Bührer ohne eigenen Torerfolg geblieben waren, eine 3:1-Führung und benötigte lediglich noch einen Erfolg zum angestrebten 13. Meistertitel der Vereinsgeschichte. Die Berner unterlagen allerdings sowohl im fünften Finalspiel zuhause in der PostFinance-Arena als auch zwei Tage später im Zürcher Hallenstadion, sodass es am 17. April 2012 zur sogenannten Finalissima in Bern kam. Ein über weite Strecken spielerisch überlegener SC Bern vermochte allerdings innert 60 Minuten lediglich einen Treffer zu erzielen, sodass wenige Sekunden vor Spielende beim Stande von 1:1 der erneute Gang in die Overtime unvermeidlich schien. In einer Zürcher Druckphase kurz vor Ende der regulären Spielzeit profitierte Verteidiger Steve McCarthy von einem Gewühl im Berner Torraum und traf 2,5 Sekunden vor der Schlusssirene zum siegsichernden 2:1 für die ZSC Lions.
Die Saison 2012/13 startete unter besonderen Umständen. Da in Nordamerika aufgrund der Lohn-Verhandlungen ein Spielerstreik eingetreten war, spielten zahlreiche Akteure aus der NHL in der Schweiz. Beim SC Bern schlossen sich die NHL-Spieler John Tavares und Mark Streit von den New York Islanders an sowie der ehemalige Berner Junior Roman Josi von den Nashville Predators. Auch dank diesen Spielern konnte sich der SCB, nach anfänglichen Schwierigkeiten, in der Spitzengruppe etablieren. Trotz grossem Verletzungspech in der Verteidigung spielte der SCB eine souveräne Qualifikation, war phasenweise Tabellenführer und platzierte sich hinter Rivale Fribourg-Gottéron auf dem zweiten Platz. In den Playoff-Viertelfinals setzten sich die Berner nach einem 1:3-Rückstand in der Serie gegen den Genève-Servette HC durch. Die Halbfinal-Serie gegen den EV Zug wurde nach einem zwischenzeitlichen Rückstand ebenfalls siegreich gestaltet. Im Final besiegte der Stadtberner Club Fribourg-Gottéron in sechs Partien und gewann den 13. Meistertitel der Clubgeschichte.
Nach einem schlechten Start in die Saison 2013/14, wurde noch vor Ende Jahr der Meistertrainer Antti Törmänen freigestellt. Es übernahm vorübergehend der Assistenztrainer Lars Leuenberger die Verantwortung über das Team. Nachdem der SCB zwischenzeitlich unter Leuenberger acht Spiele in Serie hatte gewinnen können, plante man keinen weiteren Trainerwechsel mehr bis zum Ende der Saison. Die Formkurve zeigte aber schnell wieder nach unten, und so wurde nach 44 von 50 Qualifikationsspielen, auf dem neunten Platz stehend, die Verpflichtung des neuen Trainers Guy Boucher bekanntgegeben. Boucher unterschrieb einen Vertrag ab sofort bis Ende der Saison 2015/16. In den verbleibenden Partien gelang es auch dem neuverpflichteten Trainer nicht, den Umschwung herbeizuführen, obwohl sich der Stadtberner Club noch mit einigen erfahrenen Spielern wie beispielsweise Glen Metropolit verstärkt hatte. Schliesslich setzte sich im Endspurt sensationell der Aufsteiger Lausanne HC im Fernduell gegenüber den Bernern durch, was vor allem deren deutlich stabileren Defensive zu verdanken war. Das erstmalige Verpassen der Playoffs des SC Bern stellte ein Novum im Schweizer Eishockey dar; noch nie zuvor hatte ein amtierender Meister in der Folgesaison die Endrunde nicht erreicht.
In der Saison 2015/16 qualifizierte sich der SC Bern nach einer durchzogenen Saison und der zwischenzeitlichen Entlassung von Guy Boucher und der Übernahme des Teams durch Interimscoach Lars Leuenberger erst in der zweitletzten Qualifikationsrunde für die Playoffs. Im November 2015 war Sportchef Sven Leuenberger durch Alex Chatelain ersetzt worden. In der ersten Playoffrunde traf der SC Bern auf die ZSC Lions und warf diese mit 4:0-Siegen aus dem Turnier. In der Finalserie besiegte der SC Bern den HC Lugano mit 4:1-Siegen und wurden so zum 14. Mal Schweizer Meister. Zur Saison 2016/17 übernahm der Finne Kari Jalonen das Amt des Cheftrainers. Die Qualifikation 2016/17 wurde als souveräner Tabellenerster abgeschlossen, Stürmer Mark Arcobello war ligaweit punktbester Akteur und wurde als wertvollster Spieler der Qualifikation ausgezeichnet. Im Viertel- und Halbfinal setzte sich der SCB gegen Biel beziehungsweise Lugano jeweils mit 4:1-Siegen durch und gewann die Finalserie gegen den EV Zug mit 4:2. Damit gelang erstmals seit 2001 wieder einer Mannschaft die Titelverteidigung.
In der Spielzeit 2017/18 gewann der SCB als Titelverteidiger souverän erneut die Punktrunde und ging als erstgesetzte Mannschaft in die Playoffs. Aus dem erneuten Meisterschaftsgewinn wurde aber nichts: Im Halbfinal unterlag der SCB den ZSC Lions mit 2:4-Siegen. Im Frühling 2019 errangen die Berner den 16. Meistertitel: In der Finalserie wurde Zug mit 4:1 bezwungen. Damit bestätigte der Verein seine Vormachtstellung der späten 2010er Jahre. Auch die Punktrunde («Qualifikation») war als Erster abgeschlossen worden. Neben Trainer Jalonen galt der von 1998 bis 2022 amtierende Geschäftsführer Marc Lüthi als Baumeister der Berner Ära, die sich insbesondere durch Beständigkeit auszeichnete. Auf dem Eis trugen insbesondere Torhüter Leonardo Genoni, Gaëtan Haas sowie die Altmeister Andrew Ebbett, Beat Gerber, Eric Blum und Thomas Rüfenacht zum abermaligen Titelgewinn bei.

### Seit 2020
| Saison  | Qualifikation | Playoffs     |
| ------- | ------------- | ------------ |
| 2020/21 | 9.            | Viertelfinal |
| 2021/22 | 11.           | –            |
| 2022/23 | 8.            | Viertelfinal |
| 2023/24 | 5.            | Viertelfinal |
| 2024/25 | 3.            | Viertelfinal |

Ende Januar 2020 musste Cheftrainer Jalonen seinen Posten räumen. Mit der Freistellung des Finnen, der die Berner zuvor dreimal zum Gewinn der regulären Saison geführt hatte, reagierte die Vereinsführung eigener Angabe nach auf die «sportlich anhaltend schwierige Situation». Die Mannschaft war auf den neunten Tabellenplatz und damit einen Rang abgerutscht, der nicht zur Teilnahme an der Meisterrunde berechtigte. Hans Kossmann wurde als Nachfolger Jalonens mit einem Vertrag bis zum Saisonende 2019/20 ausgestattet, Lars Leuenberger (Verantwortlicher für Sportstrategie beim SCB und 2016 Berner Meistertrainer) übernahm die Aufgabe des Assistenztrainers. Dem SCB gelang es nach einem schwachen Auftakt in die Saison 2019/20 nicht mehr, die hohen Erwartungen zu erfüllen. Die Mannschaft verpasste zum zweiten Mal als amtierender Meister aufgrund einer Auswärtsniederlage beim Lausanne HC die Playoffs und belegte schliesslich den neunten Platz nach Abschluss der Qualifikation. Nach dem ungenügenden Abschneiden wurde insbesondere die Personalpolitik der Berner kritisiert, da es nach dem Abgang von Meistertorwart Leonardo Genoni zunächst nicht gelang, diesen adäquat zu ersetzen. Der Schweiz-Kanadier Niklas Schlegel erwies sich als Fehlgriff, erst die Verpflichtung des finnischen Schlussmannes Tomi Karhunen sorgte für Stabilität im Tor der Mutzen. Von den ausländischen Feldspielern erfüllte lediglich der US-Amerikaner Mark Arcobello die Erwartungen, der jedoch zur Saison 2020/21 nach Lugano wechselte.
Anfang April 2020 wurde Florence Schelling als neue SCB-Sportchefin vorgestellt, die Alex Chatelain ablöste. Kossmanns Amtszeit als (Übergangs-)Cheftrainer endete wie vorgesehen am Ende der Saison 2019/20, Nachfolger wurde Don Nachbaur. Nach 14 Saisonspielen trat Nachbaur Anfang Dezember 2020 aus persönlichen Gründen zurück. Jugendtrainer Mario Kogler wurde ins Cheftraineramt der Profimannschaft befördert. Die Saison 2020/21 wurde auf Platz 9 abgeschlossen, dank einem Sieg in den neu eingeführten Pre-Playoffs gegen Davos gelang der Einzug in die Playoffs. Im Viertelfinal schied der SCB gegen den EV Zug aus.
Aufgrund einer Neuausrichtung der sportlichen Leitung übernahm der ehemalige Spieler Andrew Ebbett im Juni 2021 das Amt des Sportchefs, Florence Schelling verliess den Verein. Als neuer Headcoach begann Johan Lundskog im Sommer 2021 seine Tätigkeit. Auch infolge vieler auslaufenden Verträge konnte die Saison 2021/22 nicht erfolgreich gestaltet werden, und das Team landete auf Platz 11 der Tabelle. Im März 2022 wurde bekannt, dass der langjährige CEO Marc Lüthi das Amt des Verwaltungsratspräsidenten übernimmt, Nachfolger als CEO wurde der bisherige Sportdirektor Raeto Raffainer. Die Amtsübergabe fand am 29. August 2022 statt.
Auch in der Saison 2022/23 gelang die direkte Rückkehr in die Playoffs nicht; die Berner schlossen die Qualifikation auf dem achten Rang ab und erspielten sich somit die Teilnahme an den Pre-Playoffs. Dort setzten sie sich mit 2:1-Siegen gegen den EHC Kloten durch und qualifizierten sich für den Playoff-Viertelfinal. Die folgende Viertelfinal-Serie gegen den EHC Biel ging mit 2:4-Siegen verloren.
Die folgende Spielzeit 2023/24 endete für die Mutzen ebenfalls im Playoff-Viertelfinal, diesmal unterlagen die Berner dem EV Zug mit 3:4-Siegen. In dieser Saison war der SCB erstmals seit 22 Jahren nicht mehr der Zuschauerkrösus Europas. Trotz einem Zuschauerzuwachs gegenüber der Vorsaison wurde die Spitzenposition eingebüsst, neue kontinentale Führende waren die Kölner Haie mit fast 17'000 Zuschauern im Schnitt.

## Besonderes

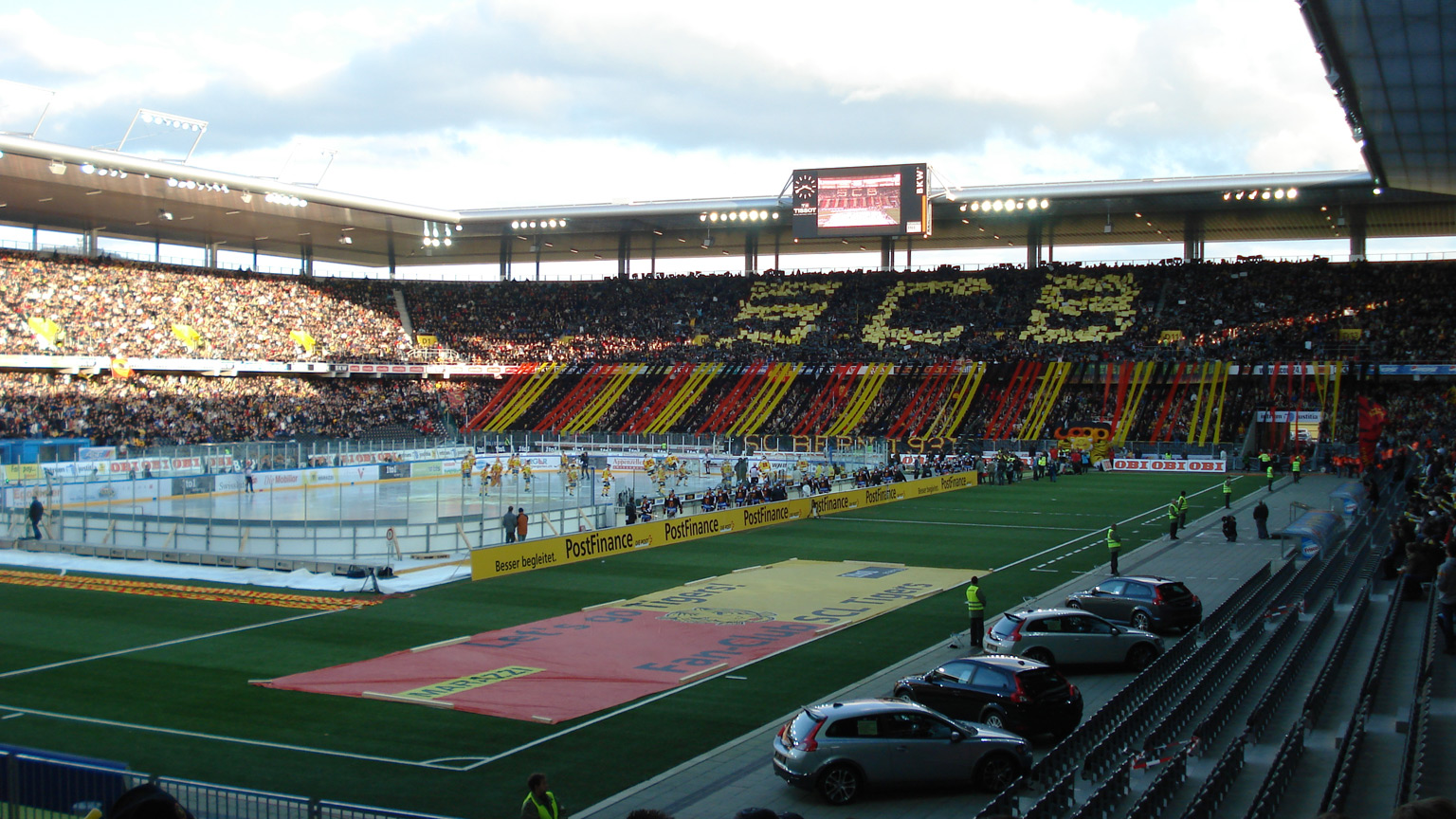
Tatze-Derby im Stade de Suisse 2007

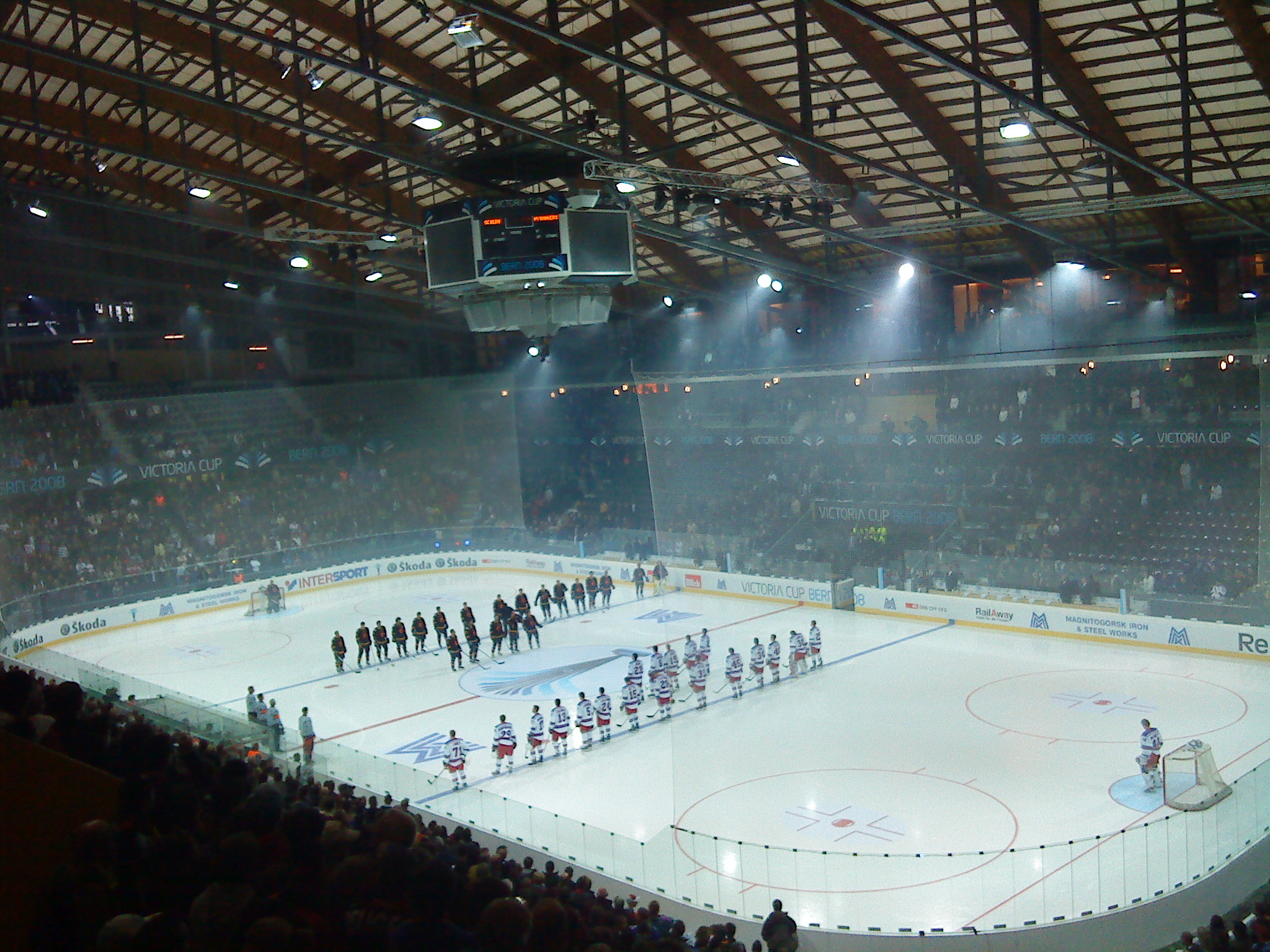
Spiel gegen die New York Rangers im Rahmen des Victoria Cups 2008

### Zuschauermagnet
Der SC Bern war 2019 zum 18. Mal in Folge die Mannschaft mit dem höchsten Zuschauerschnitt (16'290) im europäischen Eishockey, dabei hatte die PostFinance-Arena in der Saison 2018/19 eine Auslastung von 95,65 %. Mit 16'789 Zuschauern respektive 17'031 Zuschauern nach dem Umbau war die PostFinance-Arena auch in den 1990er und 2000er Jahren oftmals ausverkauft. Erst im Spieljahr 2023/24 verlor der SCB seine kontinentale Spitzenposition; neue Führende wurden die Kölner Haie mit fast 17'000 Besuchern im Schnitt.
Bereits in den 1960er-Jahren verbuchte der SCB einen Zuschauerschnitt von etwa 8000 Besuchern. Dieser Wert stieg bis zum Jahr 1972 auf 13'759 Zuschauer und im Jahr 1980 auf 14'595 Personen. Im Jahr 2009 betrug der Zuschauerschnitt 16'200 Besucher, dies ist europaweit unerreicht. Auch in der Saison 2021/22 hatte der SCB einen europaweiten Spitzenplatz inne, obwohl mit 13'348 Zuschauern im Schnitt ein Rückgang des Zuschauerinteresses hingenommen werden musste.
Der SCB verfügt über eine treue Fanbasis. Für die Saison 2021/22 waren bis Ende September 2021 rund 12'000 Saisonabonnemente verkauft worden. Vor der COVID-19-Pandemie war der Verkauf der Saisonkarten erst bei 13'000 Saisontickets beendet worden.
Die aktuelle Kapazität der PostFinance-Arena beträgt 17'031 Zuschauer.

### Tatze-Derby
Das «Tatze-Derby» am 14. Januar 2007 zwischen den Kantonsrivalen SCL Tigers und dem SC Bern brachte dem Schweizer Eishockey vorübergehend den Rekord für die meisten Zuschauer an einem Vereinseishockeyspiel in Europa. Das Spiel fand auf einem Eisfeld im ausverkauften Berner Fussballstadion Stade de Suisse vor 30'076 Zuschauern statt und endete 5:2 für die Berner. Offizieller Rekordhalter waren die SCL Tigers, da sie auf dem Papier die Heimmannschaft waren. Am 28. Dezember 2009 wurde in Göteborg ein neuer Rekord mit über 31'000 Zuschauern beim Spiel Frölunda Indians gegen Färjestad BK aufgestellt.

### Spiel gegen die New York Rangers
Am 30. September 2008 spielte der SC Bern als erste Mannschaft der Schweiz gegen ein NHL-Team, die New York Rangers. Das Freundschaftsspiel fand am Vorabend des Victoria Cups statt und endete 8:1 für die US-Amerikaner.

### Cupsieger
In der Saison 2014/15 wurde der Schweizer Eishockey Cup nach über vierzig Jahren erstmals wieder ausgetragen. Der SC Bern holte sich in diesem ersten Cup der Schweizer Eishockeyneuzeit den Titel im Final zuhause gegen die Kloten Flyers. Es war nach 1965 der zweite Cuptitel des SCB. Auch 2021 wurden die Mutzen Cupsieger. Im Final setzten sie sich mit 5:2 gegen die ZSC Lions durch.

## Kader der Saison 2024/25
Stand: 16. Juli 2025
| Nr. | Nat.                | Spieler               | Pos. | Geburtsdatum       | im Team seit | Geburtsort                   |
| --- | ------------------- | --------------------- | ---- | ------------------ | ------------ | ---------------------------- |
| 34  | Schweiz             | Andri Henauer         | G    | 26. März 2002      | 2020         | Schweiz                      |
| 36  | Schweden            | Adam Reideborn        | G    | 18. Januar 1992    | 2023         | Stockholm, Schweden          |
| 50  | Schweiz             | Christof von Burg     | G    | 8. Dezember 2000   | 2025         | Locarno, Schweiz             |
| 33  | Schweiz             | Sandro Zurkirchen     | G    | 25. Februar 1990   | 2025         | Schwyz, Schweiz              |
| 14  | Schweiz             | Louis Füllemann       | D    | 30. März 2004      | 2022         | Liebefeld, Schweiz           |
| 4   | Schweden            | Hardy Häman Aktell    | D    | 4. Juli 1998       | 2025         | Kåge, Schweden               |
| 75  | Russland Kasachstan | Alexander Jakowenko   | D    | 22. Februar 1998   | 2025         | Qaraghandy, Kasachstan       |
| 41  | Schweiz             | Simon Kindschi        | D    | 11. Mai 1996       | 2023         | Davos, Schweiz               |
| 44  | Schweiz             | Samuel Kreis – A      | D    | 4. April 1994      | 2023         | Egnach, Schweiz              |
| 37  | Schweden            | Anton Lindholm        | D    | 29. November 1994  | 2024         | Skellefteå, Schweden         |
| 58  | Schweiz             | Romain Loeffel        | D    | 10. März 1991      | 2022         | Colombier, Schweiz           |
| 51  | Schweiz             | Nils Rhyn             | D    | 8. Mai 2005        | 2017         | Schweiz                      |
| 65  | Schweiz             | Ramon Untersander – C | D    | 21. Januar 1991    | 2015         | Alt St. Johann, Schweiz      |
| 86  | Schweiz             | Joël Vermin           | D    | 5. Februar 1992    | 2022         | Frauenkappelen, Schweiz      |
| 15  | Finnland            | Miro Aaltonen         | C    | 7. Juni 1993       | 2025         | Joensuu, Finnland            |
| 64  | Schweiz             | Mats Alge             | LW   | 19. April 2003     | 2025         | Uznach, Schweiz              |
| 98  | Osterreich          | Benjamin Baumgartner  | C    | 22. April 2000     | 2022         | Zell am See, Österreich      |
| 9   | Schweden            | Victor Ejdsell        | LW   | 6. Juni 1995       | 2024         | Karlstad, Schweden           |
| 13  | Schweiz             | Noah Fuss             | W    | 14. September 2001 | 2014         | Schweiz                      |
| 43  | Schweiz             | Alain Graf            | C    | 7. Februar 2005    | 2020         | Schweiz                      |
| 23  | Schweiz             | Marco Lehmann         | RW   | 19. März 1999      | 2022         | Lauperswil, Schweiz          |
| 8   | Schweiz             | Marc Marchon          | C    | 10. Juli 1995      | 2024         | Vuisternens-en-Ogoz, Schweiz |
| 19  | Finnland            | Waltteri Merelä – A   | RW   | 6. Juli 1998       | 2024         | Ylöjärvi, Finnland           |
| 21  | Schweiz             | Simon Moser           | F    | 10. März 1989      | 2014         | Bern, Schweiz                |
| 83  | Schweiz             | Marco Müller          | C    | 21. Januar 1994    | 2025         | Zuchwil, Schweiz             |
| 91  | Schweiz             | Fabian Ritzmann       | LW   | 15. Januar 2002    | 2022         | Scuol, Schweiz               |
| 10  | Schweiz             | Tristan Scherwey – A  | W    | 7. Mai 1991        | 2007         | Wünnewil-Flamatt, Schweiz    |
| 88  | Schweiz             | Thierry Schild        | C    | 30. Dezember 2004  | 2023         | Zollikofen, Schweiz          |
| 40  | Schweiz             | Grégory Weber         | RW   | 7. Januar 2004     | 2016         |                              |

## Clubrekorde
Im Folgenden werden ausgewählte Spielerrekorde des SC Bern sowohl über die gesamte Karriere als auch über einzelne Spielzeiten aufgeführt.

### Karriere
| Spieler        | Pos | Sp  | T   | V   | Pkt | P/Sp |
| -------------- | --- | --- | --- | --- | --- | ---- |
| Ivo Rüthemann  | RF  | 841 | 261 | 349 | 610 | .73  |
| Christian Dubé | C   | 431 | 124 | 338 | 472 | 1.1  |
| Gil Montandon  | F   | 475 | 209 | 212 | 421 | .89  |
| Martin Plüss   | F   | 536 | 194 | 216 | 410 | .76  |
| Patrick Howald | LF  | 555 | 221 | 178 | 399 | .72  |

| Spieler         | Pos | T   |
| --------------- | --- | --- |
| Ivo Rüthemann   | RF  | 261 |
| Patrick Howald  | LF  | 221 |
| Gil Montandon   | F   | 209 |
| Martin Plüss    | F   | 194 |
| Roberto Triulzi | RF  | 150 |

| Spieler        | Pos | V   |
| -------------- | --- | --- |
| Ivo Rüthemann  | RF  | 349 |
| Christian Dubé | C   | 338 |
| Martin Plüss   | F   | 216 |
| Gil Montandon  | F   | 212 |
| David Jobin    | D   | 207 |

| Spieler           | Pos | SM   |
| ----------------- | --- | ---- |
| Martin Steinegger | D   | 1264 |
| Rolf Ziegler      | D   | 892  |
| Roberto Triulzi   | RF  | 647  |
| Thomas Ziegler    | LF  | 642  |
| Dominic Meier     | D   | 634  |

| Spieler       | Pos | Sp   |
| ------------- | --- | ---- |
| Beat Gerber   | D   | 1105 |
| David Jobin   | D   | 932  |
| Ivo Rüthemann | RF  | 841  |
| Marc Reichert | C   | 815  |
| Martin Rauch  | D   | 673  |

### Spielzeit
| Spieler         | Saison  | Liga | Pos | Sp | T  | V  | Pkt |
| --------------- | ------- | ---- | --- | -- | -- | -- | --- |
| Gaetano Orlando | 1996/97 | NLA  | C   | 59 | 33 | 66 | 99  |
| Peter Sullivan  | 1983/84 | NLB  | F   | 38 | 46 | 39 | 85  |
| Kirk Bowman     | 1985/86 | NLB  | F   | 40 | 41 | 43 | 84  |
| Simon Gamache   | 2006/07 | NLA  | F   | 60 | 27 | 55 | 82  |
| Mark Arcobello  | 2016/17 | NLA  | C   | 66 | 33 | 42 | 75  |

| Spieler        | Saison  | Liga | Pos | T  |
| -------------- | ------- | ---- | --- | -- |
| Randall Wilson | 1982/83 | NLB  | F   | 48 |
| Peter Sullivan | 1983/84 | NLB  | F   | 46 |
| Kirk Bowman    | 1984/85 | NLB  | F   | 45 |
| Kirk Bowman    | 1985/86 | NLB  | F   | 41 |
| Alan Haworth   | 1989/90 | NLA  | F   | 38 |

| Spieler         | Saison  | Liga | Pos | V  |
| --------------- | ------- | ---- | --- | -- |
| Gaetano Orlando | 1996/97 | NLA  | F   | 66 |
| Simon Gamache   | 2006/07 | NLA  | F   | 55 |
| Christian Dubé  | 2006/07 | NLA  | C   | 54 |
| Andrew Ebbett   | 2017/18 | NLA  | C   | 46 |
| Christian Dubé  | 2007/08 | NLA  | C   | 46 |

| Spieler             | Saison  | Liga | Pos | SM  |
| ------------------- | ------- | ---- | --- | --- |
| Rolf Ziegler        | 2003/04 | NLA  | D   | 176 |
| Sébastien Bordeleau | 2002/03 | NLA  | C   | 168 |
| Yves Sarault        | 2003/04 | NLA  | LF  | 151 |
| Rolf Ziegler        | 2001/02 | NLA  | D   | 147 |
| Rolf Ziegler        | 2000/01 | NLA  | D   | 146 |

Legende: Pos = Position; Sp = Gespielte Spiele; T = Tore; V = Vorlagen; Pkt = Punkte; P/Sp = Punkte pro Spiel; SM = Strafminuten

## Bekannte ehemalige Spieler

### Gesperrte Trikotnummern
Folgende Kriterien gelten für die Sperrung von Trikotnummern:

«Die Erhebung in den Adelsstand unterliegt einer Auswahl strenger Kriterien, die sich wie folgt zusammensetzt: 
1. Beginn der Profikarriere beim SCB, 2. Zehn Jahre Spieler beim SCB, 3. Zwei Meistertitel mit dem SCB, 4. 50 Länderspiele für die Schweizer Nationalmannschaft, 5. Karriere-Abschluss beim SCB
Punkt 5 ist eine zwingende Voraussetzung. Von den weiteren vier Kriterien müssen in der Regel mindestens drei erfüllt sein. Im Fall von besonders verdienstvollen Spielern behält sich der SCB explizit vor, Ausnahmen zu gewähren.»

| Name                    | #                       | Position                | Zeit beim Verein                | Anmerkungen |
| Gesperrte Trikotnummern | Gesperrte Trikotnummern | Gesperrte Trikotnummern | Gesperrte Trikotnummern         | Gesperrte Trikotnummern |
| ----------------------- | ----------------------- | ----------------------- | ------------------------------- | --- |
| René Kiener             | 0                       | Torhüter                | 1955–1973                       | Kiener, «Gagu» genannt, verbrachte seine gesamte Karriere beim SCB. Während dieser Zeit errang er zwei Meistertitel (1959 und 1965) und einen Cupsieg (1965). Er absolvierte über 400 Partien für den SCB.                                                                    |
| Beat Gerber             | 2                       | Verteidiger             | 2003–2023                       | Gerber wurde mit dem SCB sechsmal Schweizer Meister (2004, 2010, 2013, 2016, 2017 und 2019) und zweimal Cup-Sieger (2015 und 2021). Er absolvierte 1'105 Partien für den SCB.                                                                                                 |
| Peter Stammbach         | 6                       | Stürmer                 | 1953–1967 und 1971–1973         | Er war Mannschaftscaptain des SCB und bildete zeitweise mit Rolf Diethelm und Bruce Hamilton ein Sturmtrio. 1959 und 1965 wurde er mit den Mutzen Schweizer Meister. 1965 errang er ausserdem den Cup.                                                                        |
| Martin Rauch            | 7                       | Verteidiger             | 1983–2000                       | Rauch wurde mit dem SCB viermal Schweizer Meister (1989, 1991, 1992, 1997). Der Verteidiger absolvierte 676 Spiele für die Mutzen, in denen er 199 Scorerpunkte erzielte. Unter Trainer Bill Gilligan führte er die Mannschaft als Captain aufs Eis.                          |
| Roland Dellsperger      | 12                      | Stürmer                 | 1964–1982                       | Mannschaftscaptain Dellsperger, der seine gesamte Karriere in Bern verbrachte, absolvierte 467 Spiele und wurde fünfmal Meister (1965, 1974, 1975, 1977, 1979) mit dem SCB. 1965 errang er ausserdem den Cup.                                                                 |
| Sven Leuenberger        | 16                      | Verteidiger             | 1988–1992 und 1994–2003         | Leuenberger, der ebenfalls Mannschaftscaptain war, bestritt 626 Spiele für den SCB, dabei gelangen ihm 299 Punkte. Mit den Mutzen wurde er viermal Schweizer Meister (1989, 1991, 1992, 1997). Nach seinem Karriereende war er als Sportchef tätig.                           |
| Renzo Holzer            | 18                      | Stürmer                 | 1968–1982                       | Der Flügelstürmer ist vierfacher Schweizer Meister (1974, 1975, 1977, 1979) und war 54-facher Nationalspieler. |
| Patrick Howald          | 22                      | Stürmer                 | 1986–1992 und 1994–2001         | Howald wurde viermal Schweizer Meister (1989, 1991, 1992, 1997). Für den SCB stand er in 567 Spielen auf dem Eis, dabei erzielte er 389 Punkte. Er war 119-facher Nationalspieler.                                                                                            |
| Marc Reichert           | 26                      | Stürmer                 | 1996–2002, 2004–2012, 2014–2017 | Reichert gewann drei Schweizer Meistertitel (2010, 2016, 2017). Für den SCB absolvierte er 815 Partien, dabei gelangen ihm 246 Punkte. |
| Martin Plüss            | 28                      | Stürmer                 | 2008–2017                       | Plüss gewann viermal die Schweizer Meisterschaft (2010, 2013, 2016, 2017). Für den SCB stand er in 536 Spielen auf dem Eis, dabei erzielte er 410 Punkte. |
| Philippe Furrer         | 29                      | Verteidiger             | 2000–2015                       | Furrer gewann dreimal die Schweizer Meisterschaft (2004, 2010 und 2013) und wurde 2015 Schweizer Cupsieger. Für den SCB absolvierte er 510 Partien, dabei gelangen ihm 155 Punkte. 2013 gewann er die Silbermedaille mit der Schweizer Eishockeynationalmannschaft an der WM. |
| Renato Tosio            | 31                      | Torhüter                | 1987–2001                       | Tosio verpasste von 1987 bis 2001 keines von 632 Spielen. Während dieser Zeit wurde er viermal Schweizer Meister (1989, 1991, 1992, 1997). |
| Ivo Rüthemann           | 32                      | Stürmer                 | 1999–2014                       | Rüthemann spielte 15 Jahre für den SCB; während dieser Zeit wurde er dreimal Meister mit den Mutzen (2004, 2010, 2013). In 841 Spielen erzielte er 610 Punkte. |
| Marco Bührer            | 39                      | Torhüter                | 2001–2016                       | Bührer absolvierte 800 Spiele für den SCB, dabei gelangen ihm 95 Shutouts. Der vierfache Schweizer Meister (2004, 2010, 2013, 2016) hält mit 269 Minuten ohne Gegentor den Ligarekord.                                                                                        |
| David Jobin             | 72                      | Verteidiger             | 1998–2017                       | Der Verteidiger absolvierte 932 Spiele für den SCB, dabei wurde er fünfmal Schweizer Meister (2004, 2010, 2013, 2016, 2017). |

«Die folgenden Spieler haben den Status ‹Retired Numbers› nicht erreicht, weil sie entweder nicht zehn Jahre beim SCB gespielt haben oder als Ausländer das Kriterium ‹50 Länderspiele in der Schweizer Nationalmannschaft› nicht erfüllen konnten. Trotzdem gehören sie ebenfalls zu den Kultspielern des SCB.»

- Paul-André Cadieux, Trikotnummer 3 (1970–1978 und 1985/86)
- Alan Haworth, Trikotnummer 15 (1988–1992)
- Gaetano Orlando, Trikotnummer 17 (1994–1998)
- Jürg Jäggi, Trikotnummer 20 (1972–1980)
- Reijo Ruotsalainen, Trikotnummer 29 (1986/87, 1988–1993 und 1994/95)

## Trainerchronik
| Bisherige Trainer des SC Bern |                               |
| Saison                        | Trainer                       |
| 1930–mind. 1937               | Paul Gerber                   |
| 1930/40er?                    | Terry                         |
| 1930/40er?                    | Frank Trottier                |
| 1947–1950                     | Oldřich Kučera                |
| 1950–1952                     | Sid Arnold                    |
| 1952/53                       | Harold Moreland               |
| 1953/54                       | Stu Cruikshank                |
| 1954–1956                     | Bruce Hamilton                |
| 1956–1963                     | Ernst Wenger                  |
| 1963–1965                     | Ed Reigle                     |
| 1965/66                       | Rolf Diethelm                 |
| 1966/67                       | Ernst Wenger                  |
| 1967/68                       | Garry W. Morris               |
| 1968/69                       | Rolf Diethelm                 |
| 1970–1978                     | Paul-André Cadieux            |
| 1978–1981                     | Xaver Unsinn                  |
| 1981/82                       | Dave Chambers                 |
| 1983/84                       | Craig Sarner                  |
| 1984–1986                     | Olli Hietanen                 |
| 1986/87                       | Timo Lahtinen                 |
| 1987                          | Fritz Wyss Roland Dellsperger |
| 1987                          | Steve Latinovich              |
| 1988–1992                     | Bill Gilligan                 |
| 1992/93                       | Lance Nethery                 |
| 1993/94                       | Hannu Jortikka                |
| 1994–1997                     | Bryan Lefley                  |
| 1997–1998                     | Ueli Schwarz                  |
| 1998–1999                     | Leo Schumacher                |
| 1999–2001                     | Pekka Rautakallio             |
| 2001–2002                     | Riccardo Fuhrer               |
| 2002–2004                     | Kent Ruhnke                   |
| 2004                          | Alan Haworth                  |
| 2004–2006                     | Alpo Suhonen                  |
| 2006–2009                     | John Van Boxmeer              |
| 2009–2011                     | Larry Huras                   |
| 2011–2013                     | Antti Törmänen                |
| 2013–2014                     | Lars Leuenberger              |
| 2014–2015                     | Guy Boucher                   |
| 2015–2016                     | Lars Leuenberger              |
| 2016–2020                     | Kari Jalonen                  |
| 2020                          | Hans Kossmann                 |
| 2020                          | Don Nachbaur                  |
| 2020–2021                     | Mario Kogler                  |
| 2021–2022                     | Johan Lundskog                |
| 2022–2023                     | Toni Söderholm                |
| seit 2023                     | Jussi Tapola                  |

Zu Beginn der 1930er-Jahre galt Paul Gerber, der erste Cheftrainer der Vereinsgeschichte, als einer der Vorreiter beim SC Bern und verhalf dem Stadtberner Club in den Anfangsjahren durch erste sportliche Erfolge zu einem einmaligen Affekt. Gerber stand nachweislich bis mindestens 1937 hinter der Bande. Seine Nachfolger waren zunächst zwei Kanadier, wobei Frank Trottier in der Funktion als Spielertrainer aktiv war. Von 1947 bis 1950 folgte ein Engagement des tschechoslowakischen Nationalstürmers Oldřich Kučera, der ebenfalls als Spielertrainer fungierte.
Nach dessen Emigration nach Down Under besetzten die Berner die vakante Cheftrainer-Position mit dem Kanadier Sid Arnold. Arnolds Amtszeit endete 1952 aufgrund von dessen überzogenen Gehaltsforderungen, sodass die Führungsetage mit Harold Moreland abermals einen kanadischen Spielertrainer verpflichtete. Für die Saison 1953/54 löste ihn sein Landsmann Stu Cruikshank, ein flexibel einsetzbarer Allrounder, in dieser Position ab. Cruikshank blieb jedoch lediglich eine Spielzeit in Bern tätig, da seine erbrachten Leistungen nicht den Erwartungen genügten.
Ab der Saison 1954/55 stand Bruce Hamilton für zwei Spieljahre hinter der Bande, stieg jedoch 1956 mit den Bernern in die Nationalliga B ab und beschränkte sich fortan auf seine Aufgaben als aktiver Spieler. Mit Ernst Wenger als Cheftrainer – von 1956 bis 1963 in dieser Position tätig – wurde 1958 der Wiederaufstieg in die höchste Spielklasse bewerkstelligt. Die erste Nationalliga-A-Saison danach, die Spielzeit 1958/59, führte schliesslich zum ersten Schweizer Meistertitel des SC Bern. Wenger war ebenfalls der erste Trainer der Geschichte, dem es mit einer Aufstiegsmannschaft gelang, die Schweizer Meisterschaft zu erringen. Der zweite Meistertitel des Stadtberner Clubs folgte 1965 unter der Führung des Kanadiers Ed Reigle, der als aktiver Spieler unter anderem für die Boston Bruins in der National Hockey League gespielt hatte.

## Bilder

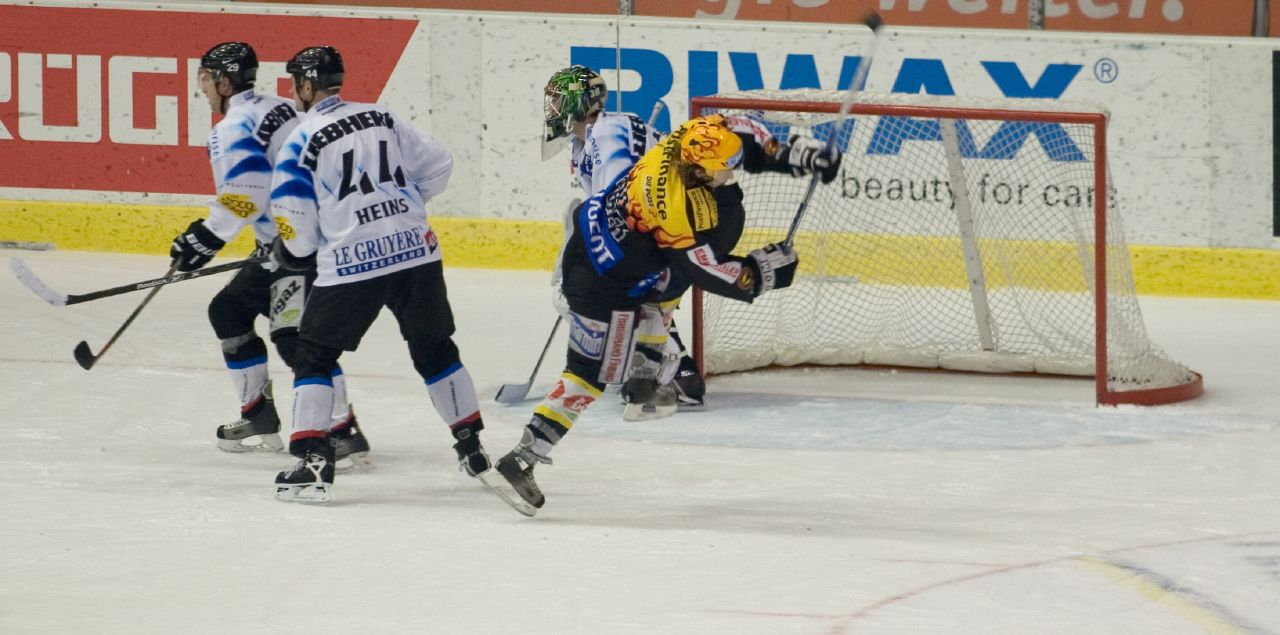
Simon Gamache
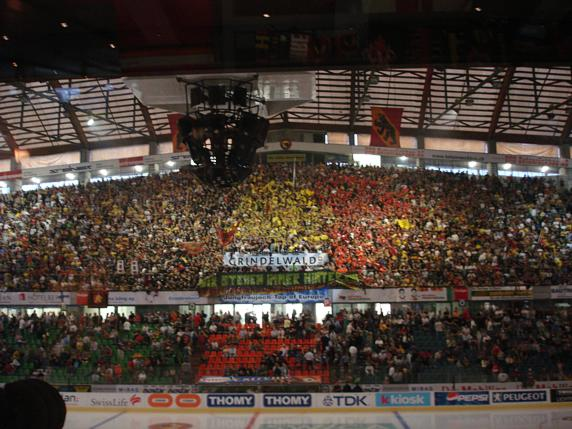
Stehplatztribüne
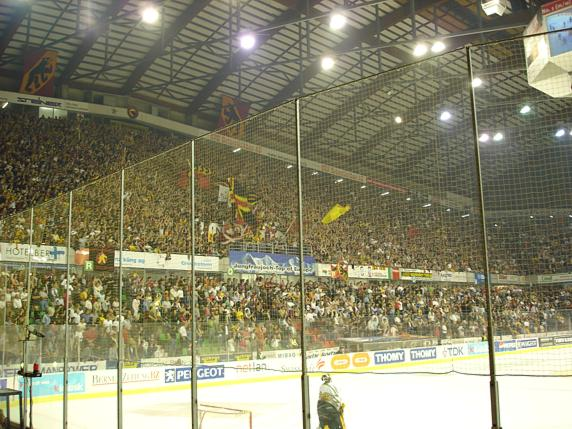
Stehplatztribüne von der Seite
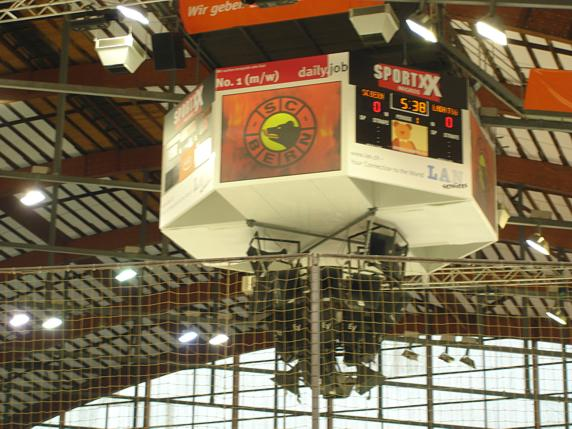
Videotron
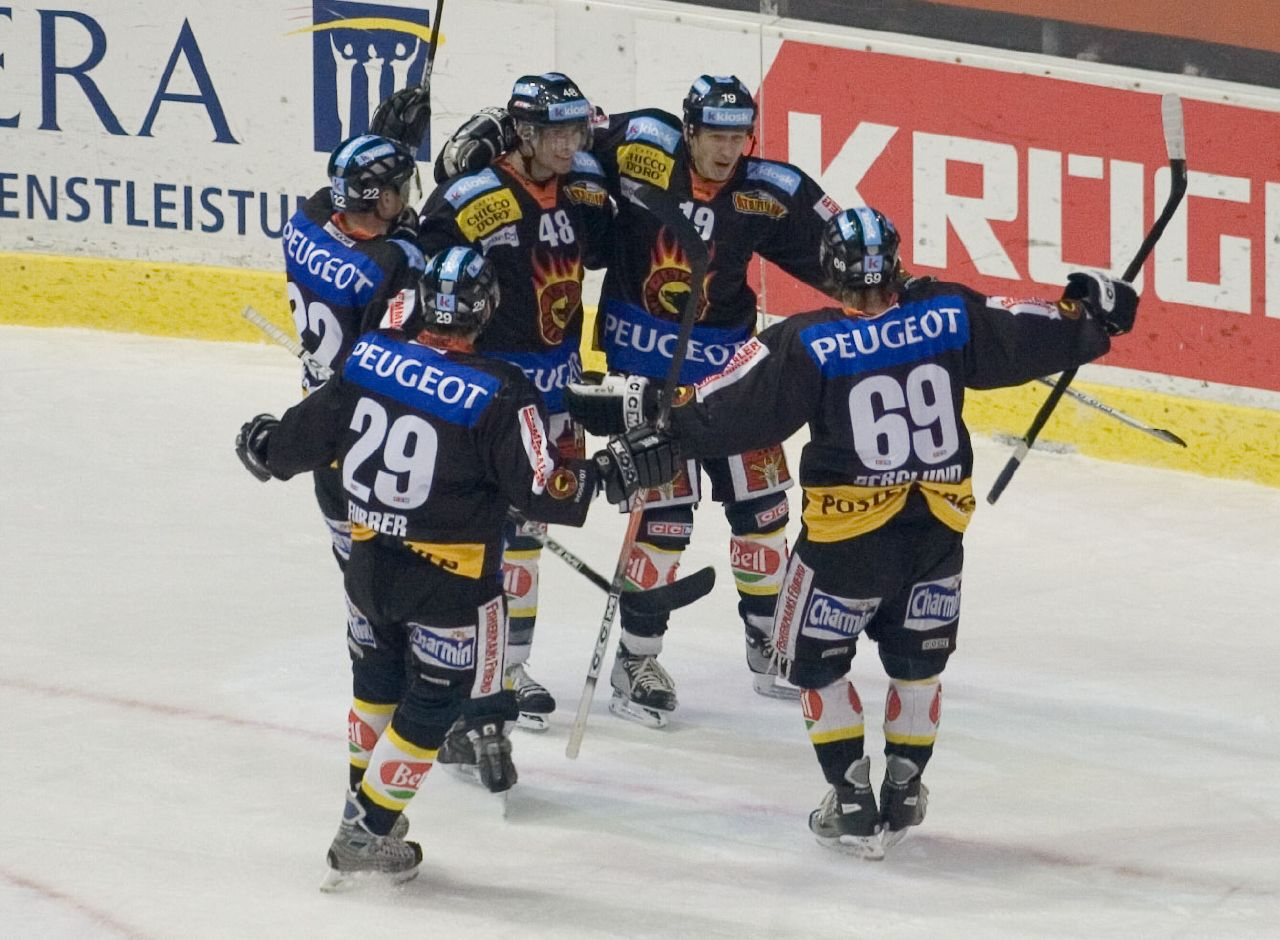
Torjubel
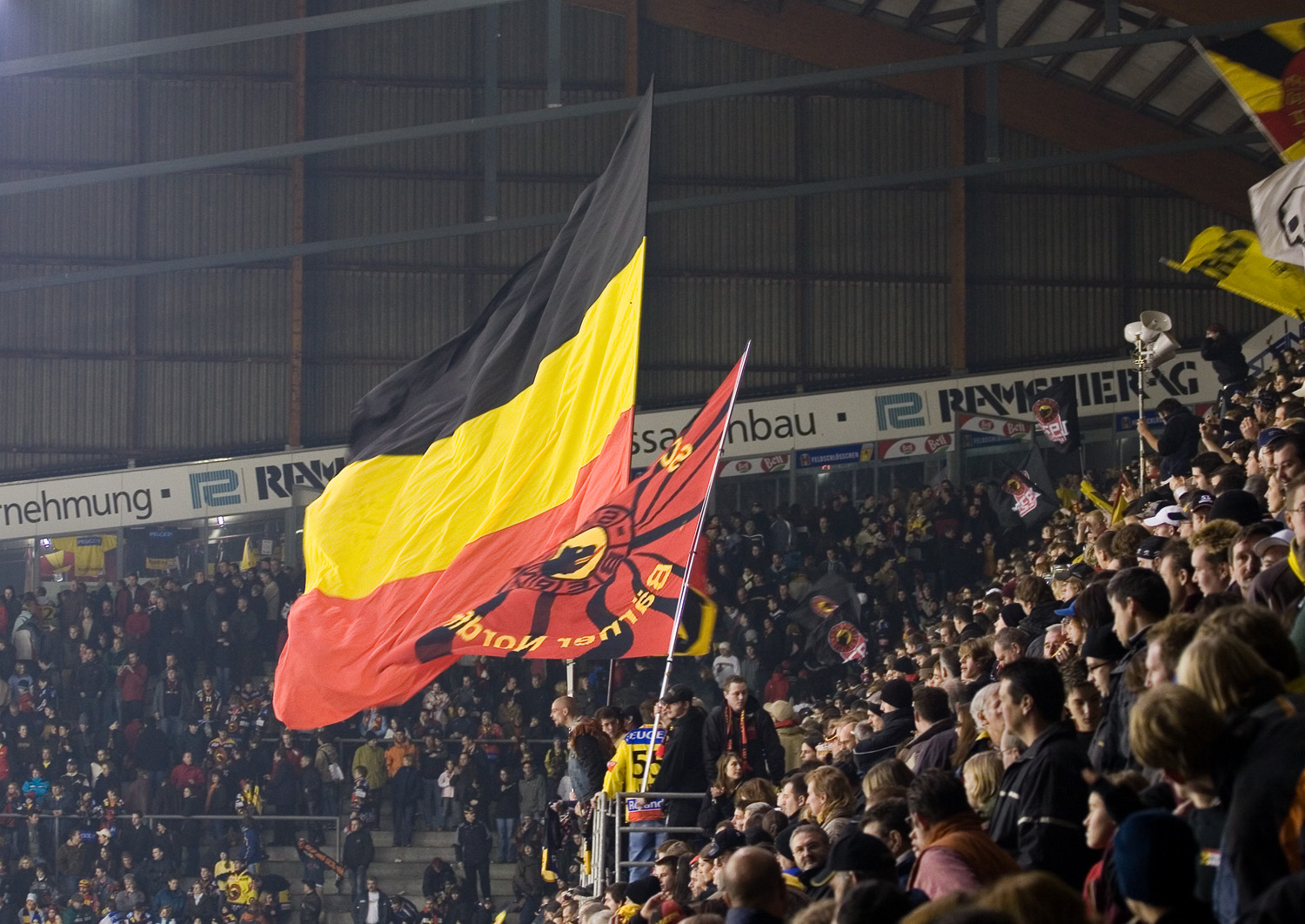
Fans auf der Stehplatztribüne
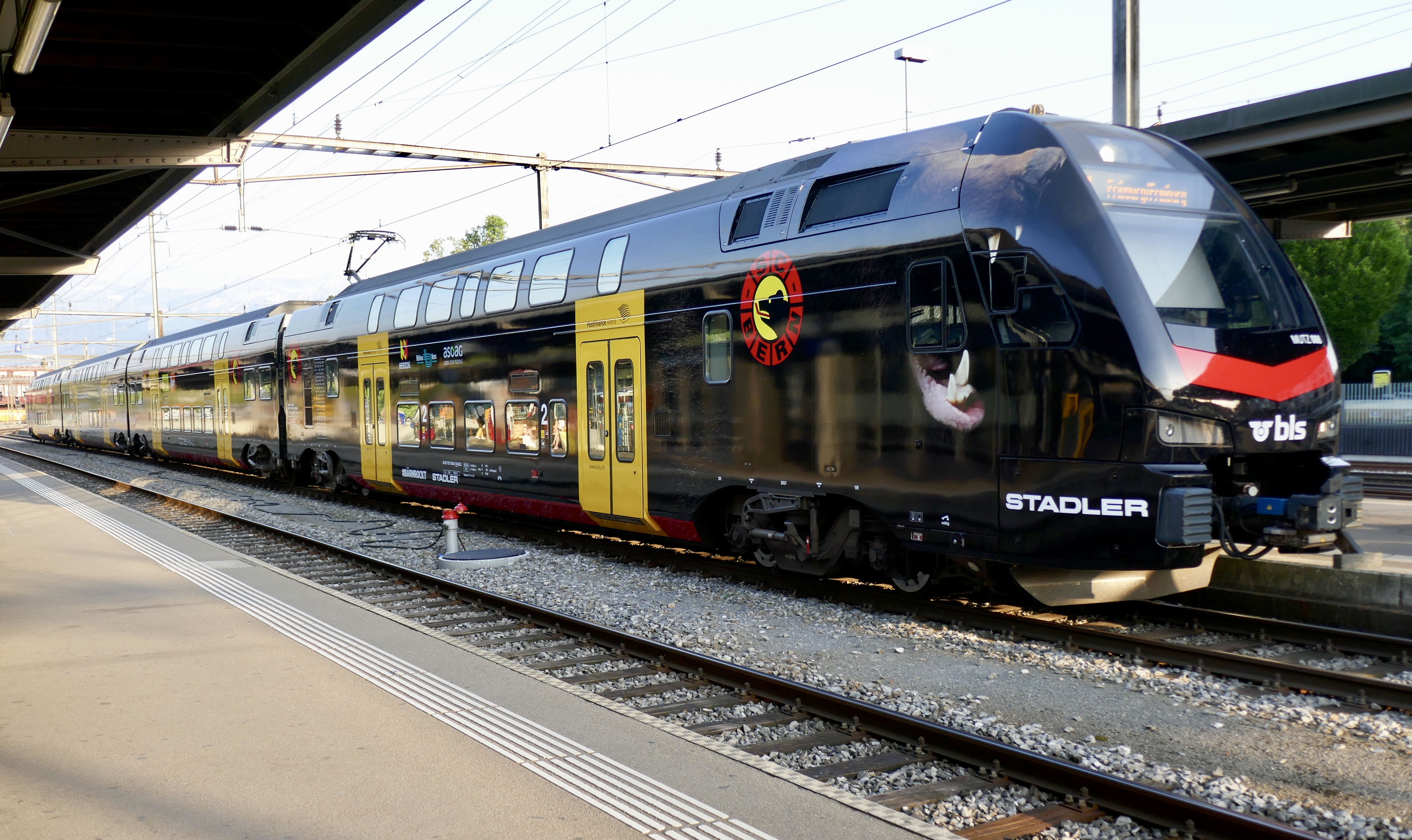
SCB-Werbezug der BLS im Bahnhof Thun